# Boris Diaw
Boris Babacar Diaw-Riffiod (* 16. April 1982 in Cormeilles-en-Parisis) ist ein ehemaliger französischer Basketballspieler. Er spielte zwischen 2003 und 2017 in der nordamerikanischen NBA und gewann 2014 mit den San Antonio Spurs den Meistertitel. Er war Kapitän der französischen Nationalmannschaft und wurde mit der Auswahl 2013 Europameister.

## Karriere

### Frankreich
Diaw wurde als Sohn des senegalesischen Hochspringers Issa Diaw und der ehemaligen Basketballspielerin Élisabeth Riffiod, die eine der besten französischen Center ihrer Zeit war, in Cormeilles-en-Parisis nahe der französischen Hauptstadt Paris geboren.
Diaw galt früh als eines der größten Talente im europäischen Basketball und wurde 2003 zum MVP der französischen Liga ernannt, wo er für Élan Béarnais Pau-Orthez aktiv war. Mit Pau-Orthez wurde Diaw zwischen 2001 und 2003 je zweimal französischer Meister und französischer Pokalsieger.

### NBA
Diaw spielte in der NBA zunächst zwei Jahre bei den Atlanta Hawks; anschließend von 2005 bis 2008 bei den Phoenix Suns. Nachdem er eine schlechtere Saison 2004/05 gespielt hatte, wechselte er für Joe Johnson zu den Phoenix Suns. Diaw wurde in der Saison 2005/06 zum Most Improved Player (MIP) gewählt. Er erzielte durchschnittlich 13,3 Punkte, 6,9 Rebounds und 6,2 Assists. Er konnte jedoch die nächsten beiden Jahre die Erwartungen nicht erfüllen.
2008 wechselte er mit Raja Bell für Jason Richardson und Jared Dudley zu den Charlotte Bobcats. Er wurde dort Starter und hatte seine statistisch beste Zeit (11,6 Punkte, 5,3 Rebounds und 4,3 Assists in drei Jahren), mit den Bobcats erreichte er jedoch nur 2010 die Playoffs. Mitte März 2012 einigte Diaw sich mit den Bobcats auf eine Vertragsauflösung.

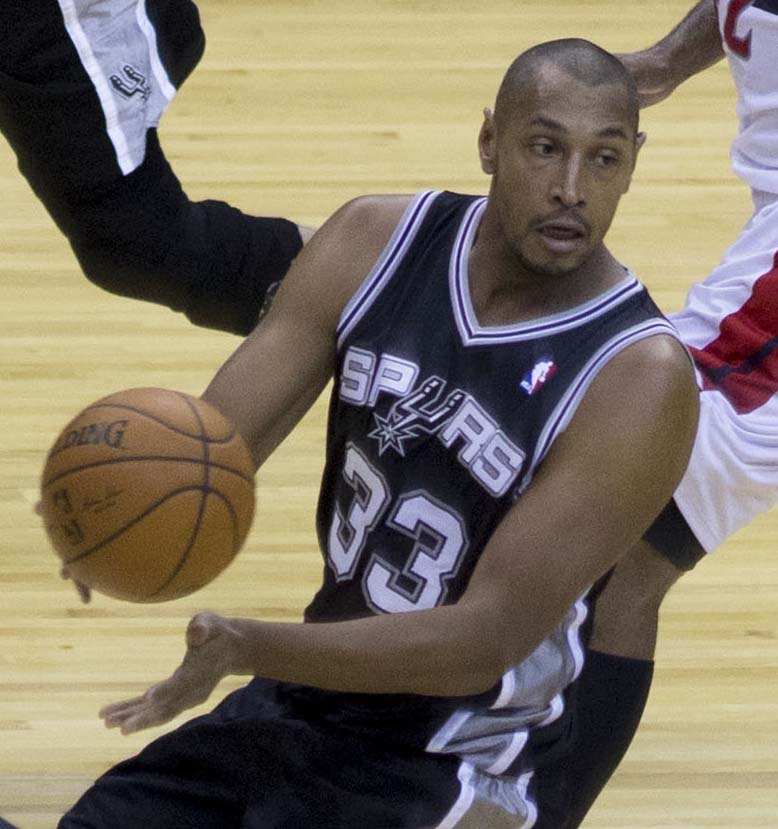
Diaw im Trikot der Spurs (2014)

Am 23. März 2012 wurde er von den San Antonio Spurs verpflichtet. Dort gewann er als wertvoller Rollenspieler 2014 die NBA-Meisterschaft. Nach zwei weiteren Jahren bei den Spurs, wurde Diaw im Sommer 2016 zu den Utah Jazz transferiert. Diaw spielte bei den Jazz an der Seite seines Landsmanns Rudy Gobert im Frontcourt. Bei den Jazz stand er in 33 von 72 Spielen in der Anfangsaufstellung und erzielte 4,6 Punkte, 2,2 Rebounds und 2,3 Assists. Mit den Jazz erreichte er die zweite Playoffrunde. Die Jazz zogen am Ende der Saison seine Spieleroption auf eine Verlängerung nicht, womit Diaw vereinslos wurde.
Nachdem Angebote aus der NBA ausblieben, unterschrieb Diaw bei Paris-Levallois Basket in der französischen Heimat. Im September 2018 beendete er seine Spielerlaufbahn. In der Saison 2023/24 kehrte er im Amateurbereich aufs Spielfeld zurück und spielte für die Mannschaft Biscarrosse Olympique, mit der er im Juni 2024 den Regionalpokalwettbewerb Coupe des Landes gewann.

### Nationalmannschaft
2000 wurde er an der Seite von Tony Parker und Ronny Turiaf U18-Europameisterschaft. Bei der Basketball-Europameisterschaft 2005 wurde er in die „erste Fünf“ des Turniers gewählt. 2013 gewann Diaw mit Frankreich die Europameisterschaft. Bei der Basketball-Weltmeisterschaft 2014 gewann er die Bronzemedaille, nachdem das französische Team im Viertelfinale überraschend Mitfavorit Spanien aus dem Turnier geworfen hatte. Auch bei der Europameisterschaft 2015 gewann die französische Nationalmannschaft die Bronzemedaille. Diaw nahm zudem 2012 und 2016 mit Frankreich an den Olympischen Spielen teil, gewann jedoch keine Medaille.

## Weitere Tätigkeiten
2009, also noch während seiner Spielerlaufbahn, wurde er Anteilseigner beim französischen Basketball-Verein JSA Bordeaux und übernahm das Amt des Vizepräsidenten. Ab 2010 war er Präsident des Vereins. Im März 2017 gab er bekannt, sein Engagement bei dem Klub zum 30. Juni 2017 einzustellen. Im Oktober 2018 gab der französische Basketballverband bekannt, dass Diaw ab Januar 2019 das Amt des Managerassistenten der französischen Nationalmannschaft übernehme. Ab Juli 2019 war er gleichzeitig Vorsitzender des Erstligisten Metropolitans 92, gab das Amt aber Ende April 2020 wieder ab. Bei der französischen Nationalmannschaft wurde er später hauptverantwortlicher Manager.

## Erfolge und Auszeichnungen

### Verein
- Französischer Meister: 2001, 2003
- Französischer Pokalsieger: 2002, 2003
- Sieger der Semaine des As 2003
- MVP der französischen Liga: 2003
- NBA Most Improved Player Award 2006
- NBA-Champion 2014

### Nationalmannschaft
- . Platz bei der Basketball-Europameisterschaft 2005
- . Platz bei der Basketball-Europameisterschaft 2011 in Litauen
- . Platz bei der Basketball-Europameisterschaft 2013 in Slowenien
- . Platz bei der Basketball-Weltmeisterschaft 2014 in Spanien
- . Platz bei der Basketball-Europameisterschaft 2015